# کتینی
کتینی (به فرانسوی: Quetigny) یک کمون در فرانسه با جمعیت ۹٬۶۱۵ نفر است که در Canton of Dijon-2 واقع شده‌است.